# Acrocercops cylicota
Acrocercops cylicota là một loài bướm đêm thuộc họ Gracillariidae. Nó được tìm thấy ở Karnataka và Maharashtra, Ấn Độ. Nó được miêu tả bởi Edward Meyrick năm 1914. Ấu trùng ăn Colebrookea oppositifolia và Elsholtzia fruticosa.